# Justus van Effen

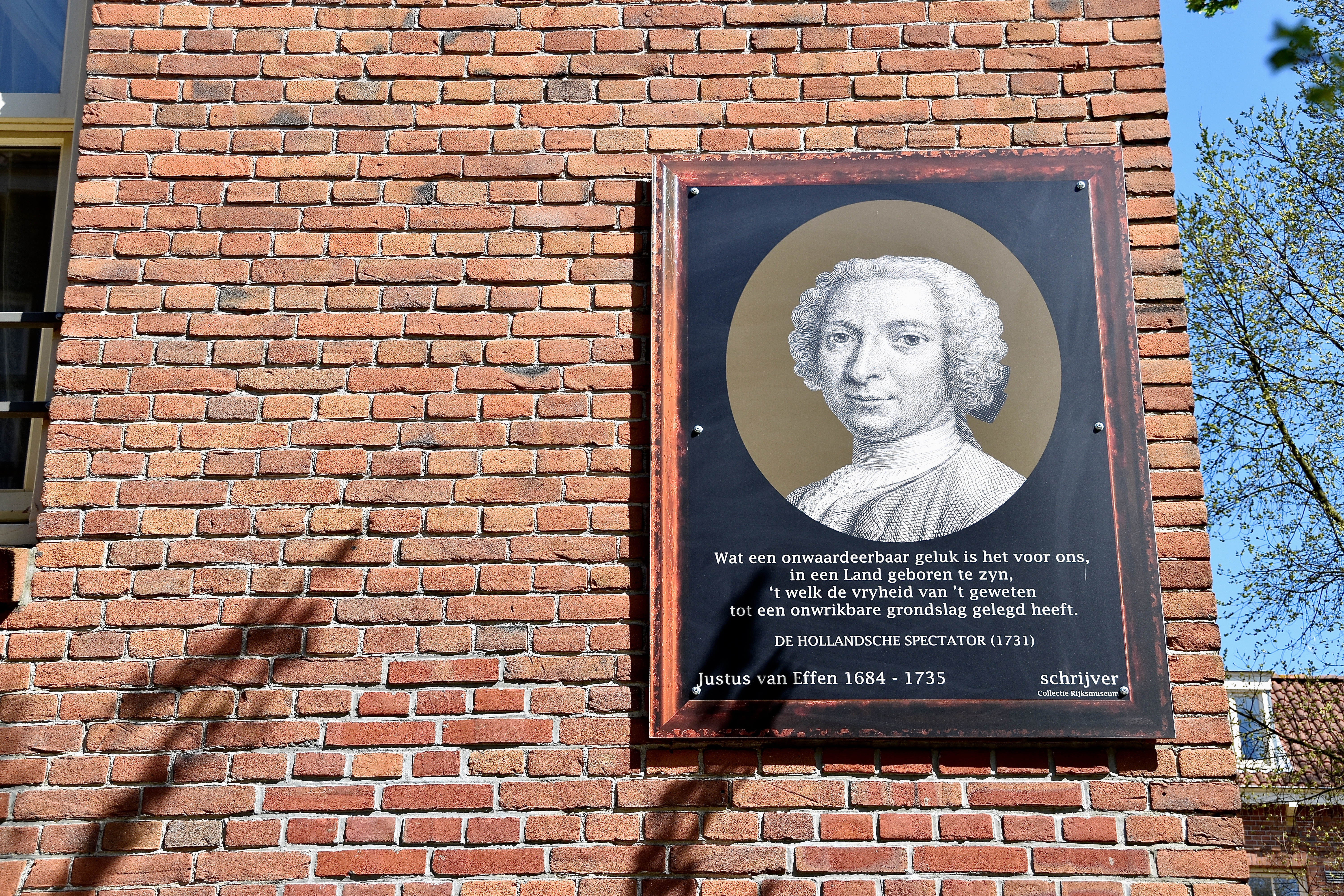
Gevelplaat Van Effenstraat, Amsterdam

Justus van Effen (Utrecht, 21 februari 1684 – 's-Hertogenbosch, 18 september 1735) was een Nederlandse cursiefjesschrijver uit de 18e eeuw.

## Biografie
Justus van Effen begon zijn studie in 1699, maar werd gouverneur bij rijke families, toen zijn vader, een officier, was gestorven. Hij trad in dienst bij een Franse weduwe, en omstreeks 1709 bij Arent van Wassenaer Duivenvoorde, buitengewoon gezant bij de kroning in 1715 van George I van Groot-Brittannië. Meestal wordt vermeld dat hij met Isaac Newton en Alexander Pope kennismaakte. Van Effen werd benoemd tot lid van de Royal Society en de verlichte denkbeelden van Joseph Addison en Richard Steele op het vasteland te verbreiden. In 1716 trad hij in dienst bij Bernard van Welderen. Na een ongelukkige liefde reisde hij in 1719 naar Zweden en verbleef daar aan het hof van koningin Ulrike Eleonora van Zweden. In 1727 promoveerde Van Effen Over de straf bij diefstal op heterdaad, tegelijk met zijn leerling, de in Bengalen geboren Martin Jacob Huysman. Vervolgens ging hij met Van Welderen naar Engeland om bij de kroning van George II van Groot-Brittannië aanwezig te zijn. Justus van Effen sleet zijn laatste dagen als commies bij 's Lands Magazijn voor de Oorlog, een baantje dat hij aan Van Welderen had te danken. In 1732 was hij financieel in staat om te trouwen, hij had reeds twee kinderen, maar overleed drie jaar later aan maagkanker.

## Literair werk
Samen met Willem Jacob 's Gravesande en Prosper Marchand richtte hij in 1713 het tijdschrift Journal littéraire de la Haye op. Hij vertaalde Tale of a Tub van Jonathan Swift in het Nederlands en Robinson Crusoe van Daniel Defoe in het Frans. Van Effen was in 1731 de oprichter van het weekblad Hollandsche Spectator, dit in navolging van het Engelse blad The Spectator. Hierin schreef hij aanschouwelijke en moraliserende schetsen in het Nederlands over de meest uiteenlopende onderwerpen van het Hollandse leven van zijn tijd. Hij bond de strijd aan met de schoonmaakwoede van de Nederlandse huisvrouw, de zucht naar titels, overdreven purisme, overmatig eten en drinken, chauvinisme en bekrompen provincialisme. Zijn stijl is koel en nuchter. Van Effen zocht aansluiting bij de spreektaal. Bekend is zijn novelle Kobus en Agnietje, die in 1731 in de Hollandsche Spectator verscheen.